# 是云宝
是云宝（？—559年），复姓是云氏，北魏、东魏、西魏、北周官员。

## 生平
孝昌三年（527年），南梁将领湛僧珍攻克北魏的东豫州，七月，北魏陈郡百姓刘获、郑辩在西华县反叛，改年号为天授，并与湛僧智合谋，北魏任命东豫州刺史曹世表为东南道行台来讨伐刘获等人。北魏众将领因为贼寇人多势强，官军兵力弱小，且全是些残兵败卒，所以不敢交战，想保城而自守。曹世表正患了背肿病，他坐车出来，叫来统军是云宝对他说：“湛僧智之所以敢深入为寇，是因为刘获和郑辩都在州民中有名望，为他作内应。前不久听说刘获带兵想迎接湛僧智，离这里八十里远近。现在出其不意而发动攻击，一战即可击败他，只要刘获被打败了，那么湛僧智自然就会逃跑的。”曹世表于是挑选了兵士和战马交给是云宝，天黑时出了城，天刚亮到了西华，对刘获发起进攻，大败刘获，穷追不舍，刘获剩余的党羽全被评定。湛僧智听说后逃走。
永安三年（530年），南梁将军陈庆之出任都督南北司西豫豫四州诸军事、南北司二州刺史，到任后围困北魏的悬瓠，在溱水击败北魏颍州刺史娄起、扬州刺史是云宝。
天平四年（537年）冬十月，颍州长史贺若统抓住颍州刺史田迅占据颍州向西魏投降。十一月，魏孝静帝元善见诏令行台任祥率领豫州刺史尧雄、广州刺史赵育、扬州刺史是云宝等人率领本州的军队出兵颍川，想要收复被西魏占领的地区。宇文泰派遣仪同宇文贵、梁迁等人迎击，东魏军队大败，赵育向西魏投降。东魏又派遣任祥率领黄河南边的军队与尧雄汇合，西魏仪同怡峰与宇文贵、梁迁等人再度击败东魏军。宇文泰又派遣都督韦孝宽占领豫州，是云宝杀死东扬州刺史那椿，献出东扬州归附西魏。西魏任命是云宝为扬州刺史，占据项城，义州刺史韩显据南顿。东魏豫州刺史尧雄又率领军队讨伐，一天之内攻克两城，俘虏韩显和他的长史丘岳，是云宝逃走，是云宝的妻妾将领官吏两千人被俘虏，被送到京城邺城。元象元年（538年）七月，洛阳被东魏攻克，东魏洛州刺史王元轨占据洛阳，十二月，西魏权景宣、李延孙与是云宝等人袭击洛阳，王元轨弃城逃走。
是云宝归附西魏后出任车骑大将军、仪同三司，之后屡次升任使持节、大将军、大都督、凉甘瓜三州诸军事、凉州刺史，获赐爵洞城郡公，食邑三千户。武成元年（559年），吐谷浑可汗夸吕进犯凉州，是云宝与吐谷浑军队作战失败，在军阵中阵亡，谥号哀公。

## 族属和姓氏
是云宝的儿子是云侃墓志中记载是云氏曾经“分源弱水”，也就是出自内蒙古的额济纳河，故宫博物院研究馆员王素认为是云氏也有可能为高车族。中央民族大学历史文化学院李鸿宾教授认为，根据《元和姓纂》“是云元”条目，元寿这一家原本姓元，是拓跋皇族任城王元澄之后，因躲避魏末年战乱，依托于是云氏，遂沿用其姓，至隋后又改复元氏，于是才有《隋书》的元寿而不是是云寿了。但若依据元寿长兄是云侃的墓志，志文称“其先出自轩辕”，这是拓跋部等北族一般性的托附，不足以凭信；“受氏于有魏太武皇帝”才道出其族属的真正面貌：他们是归附于拓跋的其他北方族系。志文又说“折侯真是云尚书，即君之十纨裤子弟”以及“构本寿丘，分源弱水，洪澜茂绪，奕叶绵长”等句，描述其家族渊源有序，墓志铭并没有将其家系与拓跋皇族连接起来，表明自身的族系脉络十分清晰，这也与《魏书·官氏志》的记载相互契合。所以作为是云侃同胞兄弟的是云（元）寿到隋朝始复元氏，李鸿宾认为有冒托北魏宗族的嫌疑，或者说《元和姓纂》的那段记载是后来依托假冒的；还有一种可能，那就是至少到是云（元）寿这一辈人，他们长久依附拓跋魏，早已将自己与拓跋联系在一起，从而认为自己真的就是拓跋的组成部分，族属亦改换成拓跋了。元寿先人以避乱托付是云氏而又复原本姓“拓跋·元”的故事，即使是杜撰的，也反应着这个时代的普遍性诉求。李鸿宾认为，是云宝这个家族，到了是云侃、是云寿这代人，其姓氏开始出现分化，是云侃依旧延续原有的姓氏，但是云寿则依托于元氏，将自己（的家族）与宗室皇姓结合在一起，从而抛弃了是云本姓。如果这种可能性成立，那么元寿的姓氏应当就是托冒的。

## 家庭

### 十一世祖
- 是云某，北魏尚书[1]

### 父亲
- 是云敦，北魏内三郎、大宁郡太守、赠相州刺史[1]

### 子女
- 是云侃，北周使持节、骠骑大将军、开府仪同三司、大都督、宜敷丹三州诸军事、宜州刺史、洞城郡开国公[1]
- 元寿，隋朝大将军、右光禄大夫、内史令、博平景侯